# فؤاد نور
فؤاد نور (۱۳۲۶–۱۳۸۶) تهیه‌کننده، مجری طرح، مشاور فیلمنامه و نویسنده اهل ایران بود.

## زندگی و حرفه
فؤاد نور در ۱۲ آبان سال ۱۳۲۶ در تهران متولد شد و تحصیلاتش را تا مقطع دیپلم ریاضی ادامه داد. او فعالیت خود را در زمینه تهیه‌کنندگی پیش بٌرد و به عنوان عضو هیئت مدیره «انجمن سینما‌داران» و همچنین به عنوان سخنگوی این انجمن انتخاب شد.
وی که خردادماه سال ۱۳۸۲ به عارضهٔ سکته مغزی دچار شده بود، در بعدازظهر نهم آبان ماه ۱۳۸۶ به دلیل سکته مغزی دارفانی را وداع گفت.

## سایر فعالیت‌ها
- نایب رئیس فعلی انجمن سینما داران ایران
- عضو هیئت مدیره خانه سینما
- نایب رئیس شورای صنفی خانه سینما
- عضو شورای صنفی کارشناس امور سینمایی در معاونت سینمایی
- وزیر مجموعه کارشناسی سازمان فرهنگی هنری شهرداری
- عضو هیئت داوری خانه سینما
- عضو شورای عالی توسعه
- نماینده خانه سینما در شورای عالی ارتقاء درجه فیلم‌ها در وزارت ارشاد
- مدیریت سینما فرخ تهران[۵][۶]

## آثار سینمایی
| نام         | سِمَت                                  | سال  |
| ----------- | ------------------------------------ | ---- |
| عشق قارون   | تهیه کننده                           | ۱۳۴۷ |
| شبح کژدم    | تهیه کننده مدیر تولید                | ۱۳۶۵ |
| ویزا        | تهیه کننده مدیر تولید                | ۱۳۶۶ |
| لنگرگاه     | تهیه کننده مشاور فیلمنامه            | ۱۳۶۷ |
| شکار خاموش  | تهیه کننده مدیر تولید مشاور فیلمنامه | ۱۳۶۹ |
| پرتگاه      | تهیه کننده                           | ۱۳۷۲ |
| فاتح        | تهیه کننده نویسنده مجری طرح          | ۱۳۷۴ |
| چهره        | تهیه کننده مجری طرح                  | ۱۳۷۴ |
| سجده بر آب  | تهیه کننده                           | ۱۳۷۵ |
| یاس‌های وحشی | تهیه کننده                           | ۱۳۷۶ |